# ألبيرتو ريفيرا
ألبيرتو ريفيرا بيزارو (بالإسبانية: Alberto Rivera Pizarro)‏ (مواليد 16 فبراير 1978 في بورتولانو - إسبانيا) لاعب كرة قدم إسباني سابق لعب لصالح نادي الدرجة الأولى ريال سبورتنغ خيخون الإسباني منذ 2009 في مركز الوسط المهاجم.

## وصلات خارجية
- Elche official profile (بالإسبانية)
- BDFutbol profile
- ألبيرتو ريفيرا على موقع الاتحاد الدولي (مؤرشف)  (الإنجليزية)
- ألبيرتو ريفيرا على موقع رابطة كرة القدم الفرنسية للمحترفين (الإنجليزية)
- ألبيرتو ريفيرا على موقع قاعدة بيانات كرة القدم.إي يو (الإنجليزية)
- ألبيرتو ريفيرا على موقع Soccerway.com (الإنجليزية)
- ألبيرتو ريفيرا على موقع كووورة
- ألبيرتو ريفيرا على موقع AS.com (الإسبانية)
- Transfermarkt profile